# Fuente The Bucket
La Fuente The Bucket (en inglés: The Bucket Fountain) es una escultura cinética icónica de Wellington, capital de Nueva Zelanda. Se puede encontrar en el Cuba Mall, que es parte de la calle Cuba. Consiste en una serie de "cubos" que se llenan de agua hasta que la punta, desborda su carga en los cubos y piscina localizada abajo. La fuente fue diseñada por Burren y Keen y erigida en 1969.
Gran parte del agua no llega a los cubos de abajo, sino que salpica fuera de la fuente a los peatones y espectadores. En los días de mucho viento (comunes en Wellington) el agua de los cubos y la manguera se llevan a varios metros de la fuente.
La gente suele añadir líquido lavavajillas al agua, que extiende las burbujas por todo el centro comercial. Esto es común verlo los viernes y sábados por la noche.